# Amadeo de Fuenmayor Champín
Amadeo de Fuenmayor Champín (Valencia, 18 de diciembre de 1915 - Pamplona, 22 de noviembre de 2005) fue un sacerdote, jurista y académico español.

## Biografía

### Familia y formación académica
Hijo de José de Fuenmayor Gómez y de Leonida Champín Antolí.
Realizó la licenciatura (1940) y el doctorado (1941) en la facultad de Derecho de la Universidad de Valencia. En 1942 defendió su tesis doctoral sobre La revocación de la propiedad, dirigida por Nicolás Pérez Serrano, en el departamento de Derecho Civil de la Universidad de Madrid. Desde entonces fue nombrado colaborador del Instituto Francisco de Vitoria del Consejo Superior de Investigaciones Científicas. 
En 1965 realizó un segundo doctorado, en esta ocasión en Derecho Canónico por la Universidad de Navarra.

### Catedrático en la Universidad de Santiago de Compostela
En 1943 se trasladó a Santiago de Compostela, al ganar por oposición (abril de 1943) la cátedra de Derecho Civil de la Universidad Compostelana. Allí compatibilizó su tarea docente con la de la abogacía en La Coruña y en Santiago de Compostela. También fue secretario de la delegación del Consejo Superior de Investigaciones Científicas de Galicia (1944-1948), y formó parte de la comisión redactora del anteproyecto de Compilación del Derecho Civil de Galicia (1948). La proximidad con Portugal le facilitó la posibilidad de mantener una estrecha relación académica con varios juristas lusos, especialmente con el claustro de profesores de la Universidad de Coímbra.

### Vocación al Opus Dei y ordenación sacerdotal
El 10 de junio de 1939, Fuenmayor se había incorporado al Opus Dei, en Valencia. A comienzos de 1948 se trasladó desde Santiago de Compostela a Madrid, donde continuó desarrollando su actividad investigadora. En octubre de 1948 solicitó la excedencia voluntaria en la cátedra, para poder finalizar los estudios en Filosofía y Teología, necesarios para su ordenación sacerdotal. El 13 de noviembre de 1949, fue ordenado sacerdote por el obispo auxiliar de Toledo, Zacarías de Vizcarra y Arana, junto con el arquitecto Ricardo Fernández Vallespín, el historiador José Orlandis Rovira, y Juan Udaondo Barinagarrementería en la Iglesia de Nuestra Señora de Montserrat (Madrid).
Celebró su primera misa solemne en Santiago de Compostela, en presencia del claustro de la facultad de Derecho. Desde entonces abandonó su tarea docente en la universidad pública, para centrarse en la atención pastoral de sacerdotes y a tareas de gobierno en el Opus Dei. Fue Consiliario del Opus Dei en España (1952-1956).
En 1954 fue nombrado Miembro de la Comisión Concordataria para la aplicación del Concordato de 1953 entre la Santa Sede y el Estado español, y al año siguiente, vocal permanente de la Comisión General de Codificación del Ministerio de Justicia.
Tiempo después, en 1986, la Santa Sede le nombró consultor del Pontificio Consejo para la interpretación de los Textos Legislativos.

### Facultades de Derecho Canónico y Derecho en la Universidad de Navarra
En 1965 se trasladó a Pamplona, para incorporarse al claustro de la Universidad de Navarra, ocupando la primera cátedra de Derecho Eclesiástico del Estado que hubo en España, en este caso en la facultad de Derecho Canónico, donde fue Decano (1968-1987). En 1966 se incorporó también a la facultad de Derecho, como profesor ordinario de Derecho Civil. Durante ese tiempo participó activamente en la comisión legislativa de la Ley de Libertad Religiosa (28 de junio de 1967).

### Labor docente
Tanto en la Universidad Compostelana como en la Universidad de Navarra desarrolló una fructifera labor docente. José Orlandis llegó a decir de Fuenmayor que "se ha convertido en un jurista pleno, en un maestro in utroque jure; tal vez el único maestro en ambos derechos [Civil y Canónico] que ha conocido en nuestro siglo la Universidad Española".  Impulsó la investigación, siendo maestro universitario de varias generaciones de juristas. Llegó a dirigir 118 tesis doctorales en la Universidad de Navarra: 89 en la facultad de Derecho Canónico y 29 en la facultad de Derecho.

### Iter Jurídico del Opus Dei
Fuenmayor formó parte de la Comisión Paritaria de estudio con representantes de la Congregación para los Obispos (Marcello Costalunga, Mario Francesco Pompedda y Marian Olés) y del Opus Dei (Francisco Javier de Ayala, y Julián Herranz), que con carácter técnico, analizó la solicitud del Opus Dei para ser erigido en Prelatura Personal. Finalmente, el papa Juan Pablo II erigió al Opus Dei en prelatura personal mediante la promulgación de la Bula Ut Sit.

## Premios y distinciones
Recibió entre otros, los siguientes premios:
- Premio Extraordinario de Licenciatura en la Universidad de Valencia (1940)
- Premio Extraordinario de Doctorado en la Universidad de Valencia (1941)
- Premio Extraordinario de Doctorado en la Universidad de Madrid (1942)
- Premio Olóriz, concedido por la Facultad de Derecho de la Universidad de Valencia (1942)
- Gran Cruz de San Raimundo de Peñafort (1965)
- Prelado de Honor de Su Santidad (1986)

## Selección de Publicaciones
Publicó importantes estudios sobre Derecho Civil, Derecho Canónico y Derecho Eclesiástico. 
- Fuenmayor, Amadeo de, et al., El itinerario jurídico del Opus Dei: historia y defensa de un carisma, Pamplona, Eunsa, 1989, 1ª, 663 pp. (1990, 4ª);  Traducido al inglés: The Canonical Path of Opus Dei: the History and Defense of a Charism, Princeton (NJ) - Chicago (IL), Scepter Publishers - Midwest Theological Forum, 1994, 1ª ed. estadounidense, 655 pp.; al alemán: Die Prälatur Opus Dei: Zur Rechtsgeschichte eines Charismas: Darstellung, Dokumente, Statuten, Essen, Ludgerus, 1994, 1ª ed. alemana, XIII, 685 pp.; al francés: L’itinéraire juridique de l’Opus Dei: histoire et défense d’un charisme, Paris, Desclée, 1992, 1ª ed. francesa, 814 pp.; al italiano: L’itinerario giuridico dell’Opus Dei: storia e difesa di un carisma, Milano, Giuffrè, 1991, 1ª ed. italiana, 927 pp.
- Fuenmayor, Amadeo de, Escritos sobre prelaturas personales, Pamplona, Universidad de Navarra. Servicio de Publicaciones, 1990, 1ª, 210 pp. (1992, 2ª)